# 塩沢町

南魚沼地域における平成の大合併の地図。

塩沢町（しおざわまち）は、新潟県の南部、南魚沼郡の町。2005年10月1日に南魚沼市に編入合併したため消滅した。周囲を2,000m級の山々に囲まれ、冬は降雪が多い。「塩沢産・魚沼コシヒカリ」と「スキー」が有名。

## 地理
- 山: 巻機山、割引岳、金城山（ここまで3つは塩沢町編入前の南魚沼市との境界）、飯士山（湯沢町との境界）、古峰山、湯舟山、無黒山
- 河川: 魚野川、登川

### 隣接していた自治体
- 新潟県
  - 南魚沼市
  - 十日町市
  - 南魚沼郡：湯沢町
- 群馬県
  - 利根郡：水上町

## 歴史

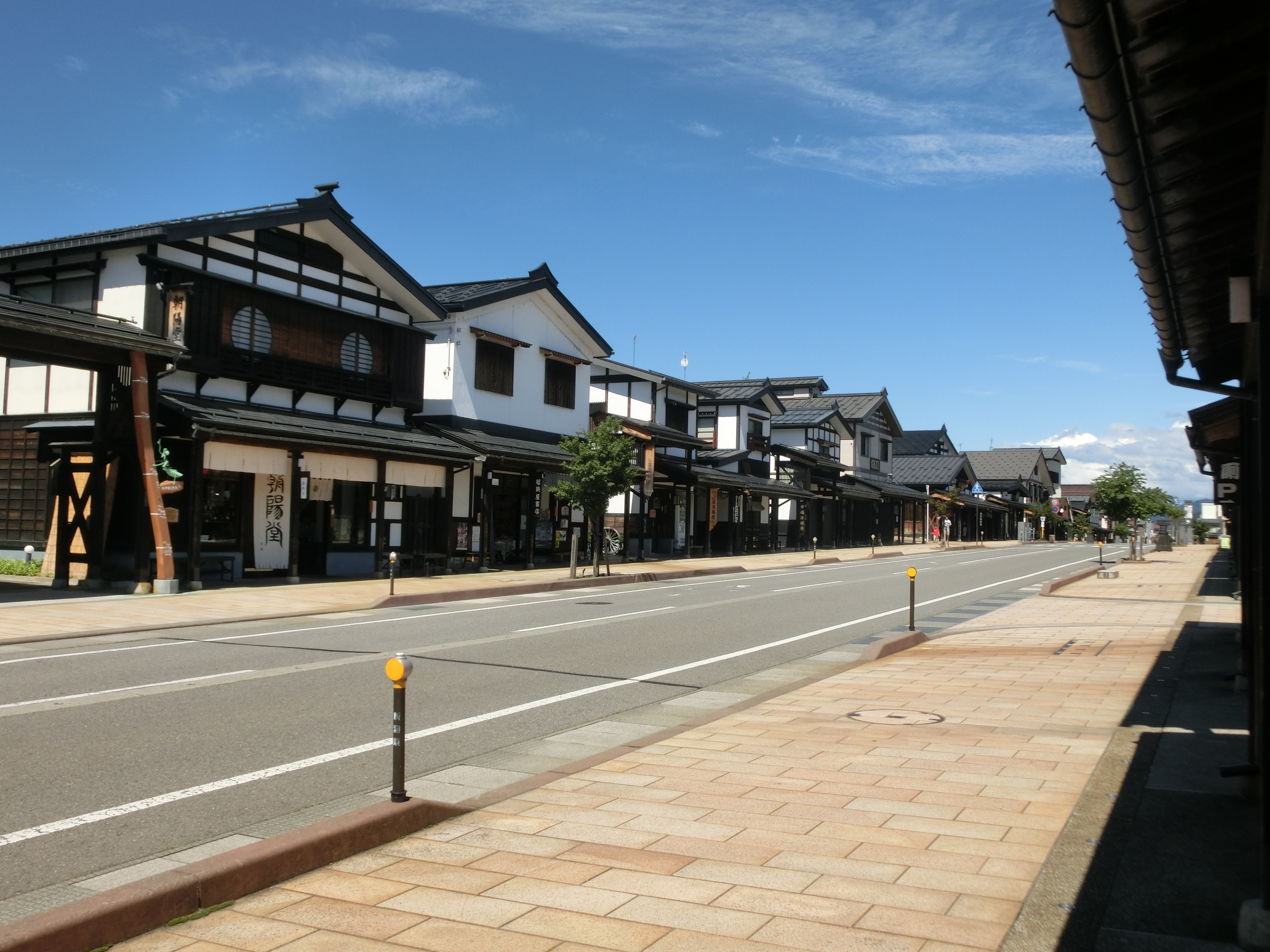
三国街道塩沢宿
（合併前後に整備された「牧之通り」）

### 沿革
- 1889年（明治22年）4月1日 - 町村制施行に伴い南魚沼郡塩沢村が村制施行し、塩沢村（しおざわむら）が発足。
- 1900年（明治33年）11月16日 - 町制施行し塩沢町となる。
- 1906年（明治39年）4月1日 - 南魚沼郡吉里村、栃窪村、富実村、中目来田村、上島村、大富村（一部）と合併して、塩沢町を新設。
- 1950年（昭和25年）-『町制五十周年記念 塩沢町誌』刊行（町誌保存委員会長 鈴木雄太郎町長）[2][3]。
- 1956年（昭和31年）9月30日 - 南魚沼郡中之島村と合併し、塩沢町を新設。
- 1957年（昭和32年）2月1日 - 南魚沼郡石打村、上田村と合併し、塩沢町を新設。
- 1966年（昭和41年）5月1日 - 南魚沼郡六日町と境界の一部を変更。
- 2002年（平成14年）12月 -『塩沢町史 通史編 上巻』刊行[4]。
- 2003年（平成15年）2月 -『塩沢町史 通史編 下巻』刊行[5]。
- 2005年（平成17年）10月1日 - 南魚沼市に編入され消滅。

## 行政
- 町長就任者：田村寛一郎[6][7]、鈴木雄太郎、高野武彦 他

## 経済

### 産業
- 米どころ・酒どころ：「魚沼産しおざわコシヒカリ」、青木酒造など
- スキー・レジャー
- 織物：「塩沢紬」や「越後上布」などが古くから知られている。

## 姉妹都市・提携都市

### 海外
- セルデン町（オーストリア）
- リレハンメル市（ノルウェー）
- アシュバートン（ニュージーランド）

## 教育
- 高等学校
  - 新潟県立塩沢商工高等学校
- 中学校
  - 塩沢町立塩沢中学校
- 小学校
  - 塩沢町立石打小学校
  - 塩沢町立上関小学校
  - 塩沢町立塩沢小学校
  - 塩沢町立第一上田小学校
  - 塩沢町立第二上田小学校
  - 塩沢町立栃窪小学校
  - 塩沢町立中之島小学校

## 交通

### 鉄道路線
- 塩沢町内の鉄道路線・駅
  - 東日本旅客鉄道（JR東日本）
    - 上越線 - 石打駅 - 大沢駅 - 上越国際スキー場前駅 - 塩沢駅

### 道路

#### 高速道路
- 塩沢町内を走る高速道路
  - 関越自動車道
    - 塩沢石打IC

#### 一般国道、県道
- 塩沢町内を走る一般国道
  - 国道17号
  - 国道291号
  - 国道353号
- 塩沢町内を走る県道（主要地方道、一般県道）
  - 主要地方道
    - 新潟県道28号塩沢大和線
    - 新潟県道76号十日町当間塩沢線
    - 新潟県道82号十日町塩沢線

  - 一般県道
    - 新潟県道124号余川塩沢停車場線
    - 新潟県道132号塩沢停車場八竜新田線
    - 新潟県道235号沢口塩沢線
    - 新潟県道361号万条新田越後中里停車場線
    - 新潟県道365号仲田塩沢線
    - 新潟県道451号石打停車場塩沢線
    - 新潟県道560号田沢小栗山線

#### 峠
- 清水峠
- 栃窪峠

## 名所・旧跡・観光スポット・祭事・催事
- 塩沢つむぎ記念館
- 鈴木牧之記念館
- 長恩寺（鈴木牧之埋葬寺院）
- 雲洞庵・槻岡寺・龍泉院
- 大沢山温泉

### スキー場
- 上越国際スキー場
- シャトー塩沢スキー場
- スポーツ振興石打スキー場
- 舞子後楽園スキー場
- 石打花岡スキー場
- 石打丸山スキー場

### 祭事・催事
- 祭事
  - 7月14 - 16日 塩沢まつり（住吉神社祭礼）
  - 2月 第3土曜 雪譜まつり

## 出身有名人
- 江戸時代の文人・鈴木牧之 - その『北越雪譜』は「雪国の暮らしを最初に紹介した文献」と高く評価されている。
- 岡村貢 - 上越線生みの父、南魚沼郡長、代議士。
- 田村寛一郎 - 『私草大日本帝国憲法案』起草者（基本的人権を重視し、死刑禁止の条文を盛り込む）。元県会議員。第３代町長。
- 高野孝子 - 冒険家・特定非営利活動法人ECOPLUSの代表理事。
- 鈴木Q太郎 - お笑い芸人（ハイキングウォーキング）。
- 山崎智彦 - NHKアナウンサー。
- 大坪賢次 - NY 新潟県人会長。
- 小野塚彩那 - フリースタイルスキー選手。
- 池田拓史 - オイシックス新潟アルビレックス・ベースボール・クラブ代表取締役社長。